# Жоакін I
Жоакін I (порт. Joaquin I; пом. 1794) — сорок сьомий маніконго центральноафриканського королівства Конго.
Деякі дослідники припускають, що Жоакін силою відібрав трон у свого попередника. Втім його правління виявилось дуже нетривалим. Вже 1794 року на трон зійшов Енріке II, якому вдалось припинити смуту, що почалась після смерті Афонсу VI.